# La Banda Volante
La Banda Volante è un cartone animato prodotto e realizzato dallo studio italiano Toposodo e dalla francese Ellipsanime, basato su un'idea di Marco Bigliazzi e Fabrizio Bondi, e distribuito nel mondo dalla francese Mediatoon. In Italia è trasmesso da Rai 2 ed è destinato a bambini dai 4 ai 10 anni.

## Trama
Nei cieli di tutto il mondo viaggia uno specialissimo dirigibile, con a bordo una multietnica colonia di uccelli. Ko, un corvo, ha sempre le migliori idee sulla base delle sue esperienze ed è il capitano del dirigibile. Pina, una pinguina, è lei che ha avuto l'idea de la Banda Volante ed è sempre molto istruita su tutto. Filippo, un fenicottero un po' tonto che crede che tutto sia un gioco, dopo le anatre è il più grosso e il più forte. Brio, un colibrì, il migliore amico di Filippo, molto fifone tanto che la torre di Pisa gli fa venire le vertigini. Natasha, Yolanda, Vanessa, Deborah e Katia, un gruppo di cinque anatre obese che si confondono spesso, il loro hobby è fare esercizi nei quali si criticano a vicenda e litigano in una vasca da bagno appesa a uno dei motori del dirigibile. Nello, un pipistrello che all'inizio era scambiato con un vampiro, è il pilota notturno del dirigibile. Chou-Chou, una civetta con un'ottima vista notturna che fa compagnia a Nello nelle notti, ha sempre idee buone ma sono sempre le più lente da realizzare. Ticchio, un picchio, è l'ingegnere del gruppo e sa costruire qualsiasi cosa, si dimostra anche molto abile con principi fisici e chimici. Marius, un merlo indiano proveniente da Vienna, ex uccello di compagnia di un pianista di 12 anni (Wolfgang), sa leggere e parlare la lingua degli umani. Questi personaggi formano la banda volante – ognuno con un proprio carattere ma un obiettivo comune: correre in aiuto di chi si trova in pericolo. È la Banda Volante, sempre pronta a partire in volo sopra a oceani, montagne, paesi, città, per fronteggiare le più disparate emergenze fino ai più remoti angoli del globo.